# Flughafen Pau-Pyrenäen

i7
i11
i13
Der Aéroport de Pau-Pyrénées (IATA-Code: PUF, ICAO-Code: LFBP) ist ein zivil und militärisch genutzter französischer Flughafen, er liegt in der Kommune Uzein im Département Pyrénées-Atlantiques. Der Träger des zivilen Flughafens ist die Industrie- und Handelskammer zu Pau. Der Flughafen ist rund um die Uhr geöffnet. Auf 10.000 m² können jährlich bis zu 1.000.000 Passagiere abgefertigt werden. Daneben nutzen die französischen Heeresflieger Aviation légère de l’armée de Terre (ALAT) den Flughafen als Militärflugplatz, Base militaire de Pau-Uzein.

## Geschichte
Die Ursprünge des heutigen Flughafens datieren ins Jahr 1909, auch die Brüder Wright und später Louis Blériot flogen von hier. Seitdem wurde das Gelände ununterbrochen fliegerisch genutzt, bis heute auch militärisch, zunächst durch die Luftstreitkräfte.
Ein erstes Abfertigungsgebäude für die zivile Mitnutzung entstand 1948 und etwa zeitgleich wurde auch die erste befestigte Start- und Landebahn gebaut. Der heutige zivile Bereich wurde 1984 gebaut, er wurde 2002 um ein neues, 1 Million Passagiere pro Jahr fassendes Terminal, erweitert.

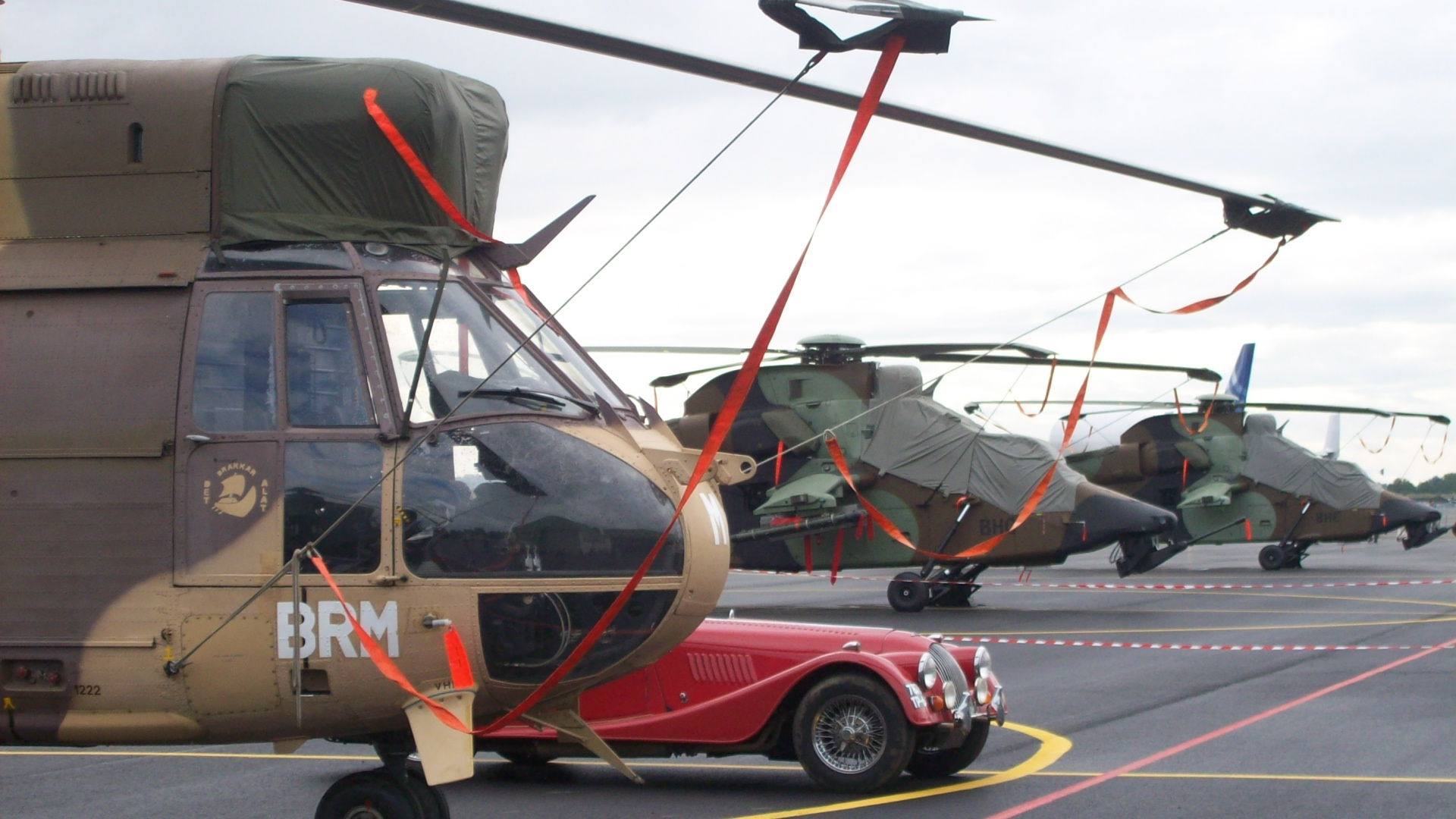
Puma, Tigre, 5e RHC, Pau, 2009

Der von den Französischen Luftstreitkräfte zuletzt als Base aérienne 119 Pau bezeichnete militärische Teil wurde von der Armée de l’air zuletzt als Hubschrauberbasis genutzt und Anfang der 1970er Jahre an die Heeresflieger übergeben.
Diese nutzen den Flugplatz seither weiter als Hubschrauberstützpunkt, die hier liegende Einheit wird seit 1977 als 5. Kampfhubschrauber-Regiment, 5e régiment d'hélicoptères de combat (5e RHC) bezeichnet. Seit 1997 ist hier zusätzlich ein Teil der Spezialeinsatzkräfte stationiert, das dem Commandement des opérations spéciales (COS) unterstellt ist. Es war zunächst in Bataillonsstärke das Détachement ALAT des opérations spéciales (DAOS), das 2009 zu einem Regiment, dem 4e régiment d’hélicoptères des forces spéciales (4e RHFS), vergrößert wurde.
Im Jahr 2007 traf der erste Eurocopter Tiger beim 5e RHC ein und 2018 dann auch der erste NH90 Caïman.

## Technik am Flughafen
Es ist ein Instrumentenlandesystem der Kategorie CAT III vorhanden. Am Flughafen können Jet A1 und AVGAS getankt werden.

## Militärische Nutzung
Die Basis beherbergt zurzeit (2018):
- 5e régiment d'hélicoptères de combat (5e RHC), bestehend aus 3 Bataillonen, darunter zwei fliegenden (je ein Transport- und Kampfhubschrauber-Bataillon mit jeweils drei Staffeln), ausgerüstet mit knapp 50 Helikoptern der Typen SA341/342 Gazelle, SA330 Puma, AS532 Cougar, Tiger, NH90 Caïman
- 4e régiment d'hélicoptères des forces spéciales (4e RHFS), Hubschrauberregiment für Spezialeinheiten, gegliedert in 6 fliegende Staffeln (Escadrilles des opérations spéciales), ausgerüstet mit Gazelle, Cougar, Puma und Tiger, wobei die beiden Puma-Staffeln in Villacoublay  stationiert sind.

## Zivile Nutzung
Der Flughafen wird angeflogen von Chalair, Ryanair, Air France und Transavia. Linienflugziele sind Paris, Lyon, Brest und Quimper.

## Zwischenfälle
- Am 28. Juni 1946 streifte eine Amiot AAC.1 (Junkers Ju 52) der Air France (Luftfahrzeugkennzeichen F-BAJS) im Anflug auf den Flughafen Pau-Pont Long-Uzein Stromleitungen und stürzte ab. Von den drei Besatzungsmitgliedern des Postfluges kamen 2 ums Leben.[4]

- Am 4. Oktober 1947 wurde eine Amiot AAC.1 (Junkers Ju 52) der Air France (F-BAJB) auf dem Flughafen Pau-Pont Long-Uzein irreparabel beschädigt. Über Personenschäden ist nichts bekannt.[5]

- Am 30. Juli 1971 stürzte  eine Nord Noratlas 2501 der Französischen Luftstreitkräfte (FrAF 49/F-RABB) in der Nähe des Startflughafens Pau-Uzein ab. Ursache war ein Feuer an Bord, ausgelöst durch ein elektrisches Problem. Von den 39 Insassen kamen 37 ums Leben, alle drei Besatzungsmitglieder und 34 Passagiere. Zwei der Passagiere konnten noch mit dem Fallschirm abspringen. Dies war der schwerste Unfall einer Noratlas, bezogen auf die Anzahl der Todesopfer.[6]

- Am 25. Januar 2007 startete eine Fokker 100 der französischen Régional Compagnie Aérienne Européenne (F-GMPG) vom Flughafen Pau-Pyrenäen auf einem Air-France-Flug zum Flughafen Paris-Charles-de-Gaulle. Nach dem Abheben neigte sich die Maschine zunächst um 35 Grad nach links, dann um 67 Grad nach rechts und wieder um 59 Grad nach links. Sie fiel aus einer Flughöhe von 32 Metern auf die Startbahn herab und sprang beim Aufsetzen auf dieser wieder hoch. Bei einer Geschwindigkeit von 160 Knoten (300 km/h) entschied der Kapitän, den Start abzubrechen. Die Maschine setzte erneut auf, rollte 300 Meter über das Landebahnende hinaus und kreuzte eine dahinter liegende Straße. Das linke Hauptfahrwerk riss das Führerhaus eines LKW auf, der Fahrer wurde dabei getötet. Alle Insassen des Flugzeugs überlebten. Unfallursachen waren Raureif auf den Tragflächen und ein zu starkes Rotieren (Anheben der Nase) (siehe auch Air-France-Flug 7775).[7]

## Sonstiges
Neben dem heutigen Flughafen außerhalb im Nordwesten Paus befand sich früher auch noch nördlich der Innenstadt ein Flugplatz, heute Standort einer Pferde-Rennbahn, und östlich das Aérodrome de Pau-Idron.

### Flugplatz Pau-Idron
Der Flugplatz entstand Mitte der 1930er Jahre nördlich Idrons und besaß zunächst eine 600 m lange Graspiste.
Nach der Besetzung Vichy-Frankreichs Ende 1942 im Verlauf des Zweiten Weltkriegs durch die deutsche Wehrmacht wurde Pau-Idron ein Flugplatz der deutschen Luftwaffe. Zwischen Anfang April 1943 und Mitte Juni 1944 war dieser Platz Basis vom Stab und den beiden ersten Staffeln des Jagdgeschwaders 101.
Einige Jahre nach Kriegsende wurde der Flugplatz Heimat Aéro-club du Béarn und die ursprünglich 600 m lange Piste wurde auf 1.200 m verlängert. Der Siedlungsdruck führte schließlich Ende 1979 zur Schließung des Flugplatzes.